# Prosopocoilus dentifer
Prosopocoilus dentifer is een keversoort uit de familie vliegende herten (Lucanidae). De wetenschappelijke naam van de soort is voor het eerst geldig gepubliceerd in 1865 door Deyrolle.